# ونکی کوشچیلنه
ونکی کوشچیلنه (به لاتین: Łęki Kościelne) یک روستا در لهستان است که در گمینا کژژانوو واقع شده‌است.